# Dragovci
Dragovci falu Horvátországban, Bród-Szávamente megyében. Közigazgatásilag Újkapelához tartozik.

## Fekvése
Bródtól légvonalban 25, közúton 36 km-re északnyugatra, Pozsegától   légvonalban 12, közúton 24 km-re délre, községközpontjától légvonalban 5, közúton 6 km-re északkeletre, Nyugat-Szlavóniában, a Pozsegai-hegység déli lejtőin, a Batrináról Pleternicára vezető út mentén fekszik.

## Története
Már a középkori forrásokban is említenek egy „Dragouch” nevű  birtokot , melyet már Joseph Heller is Pleternica közelébe helyez.
Az 1698-as kamarai összeírásban „Dragocz” néven, Batrinával szomszédos településként találjuk. Az 1730-as vizitációban a szomszédos Ratkovicával együtt 40 háza volt. A falutól fél óra járásra egy dombtetőn állt Szent Mihály temploma. A templom 16 méter hosszú és 7 méter széles volt. Kórusa és tornya sem volt, de volt a védőszentjét ábrázoló oltárképe. Körülötte temető volt. Dragovac, Ókapela, Ratovica és Komornica hívei látogatták. A faluban egy magaslaton állt még egy Szent Antal kápolna, a szőlőhegyen pedig egy Szent Vince kápolna. Mindkettő fából épült. 1760-ban a faluban 33 ház állt, bennük 47 család élt összesen 239 fővel. .
Az első katonai felmérés térképén „Dragovcze” néven található. A gradiskai ezredhez tartozott. Lipszky János 1808-ban Budán kiadott repertóriumában „Dragovcze” néven szerepel. Nagy Lajos 1829-ben kiadott művében „Dragovcze” néven 47 házzal, 248 katolikus vallású lakossal találjuk. A katonai közigazgatás megszüntetése után 1871-ben Pozsega vármegyéhez csatolták.
A településnek 1857-ben 280, 1910-ben 439 lakosa volt. Az 1910-es népszámlálás szerint lakosságának 98%-a horvát anyanyelvű volt. Pozsega vármegye Újgradiskai járásának része volt. Az első világháború után 1918-ban az új szerb-horvát-szlovén állam, majd később (1929-ben) Jugoszlávia része lett. A település 1991-től a független Horvátországhoz tartozik. 1991-ben lakosságának 99%-a horvát nemzetiségű volt. 2011-ben 362 lakosa volt.

## Lakossága
| Lakosság változása | Lakosság változása | Lakosság változása | Lakosság változása | Lakosság változása | Lakosság változása | Lakosság változása | Lakosság változása | Lakosság változása | Lakosság változása | Lakosság változása | Lakosság változása | Lakosság változása | Lakosság változása | Lakosság változása | Lakosság változása |
| ------------------ | ------------------ | ------------------ | ------------------ | ------------------ | ------------------ | ------------------ | ------------------ | ------------------ | ------------------ | ------------------ | ------------------ | ------------------ | ------------------ | ------------------ | ------------------ |
| 1857               | 1869               | 1880               | 1890               | 1900               | 1910               | 1921               | 1931               | 1948               | 1953               | 1961               | 1971               | 1981               | 1991               | 2001               | 2011               |
| 280                | 280                | 277                | 336                | 400                | 439                | 496                | 543                | 609                | 613                | 624                | 619                | 609                | 604                | 495                | 362                |

## Nevezetességei
Szent Bertalan tiszteletére szentelt római katolikus kápolnája 1883-ban épült. A kápolnát 1921-ben Josip Piccolli festőművész festette ki.